# Aeroportul Twin Hills
Aeroportul Twin Hills (IATA: TWA, FAA LID: A63) este un aeroport din Alaska, Statele Unite ale Americii ce deservește zona Twin Hills⁠(d). Aeroportul a fost tranzitat în 2019 de 406 pasageri. A fost numit după zona deservită.
Situat la o altitudine de 25 m, aeroportul dispune de 1 pistă.

## Infrastructură

### Piste
Aeroportul dispune de o singură pistă. Pista 18/36 are suprafața de pietriș și dimensiunile 3.000 picioare × 60 picioare. 